# Langøya
Langøya è un'isola norvegese facente parte dell'arcipelago delle Vesterålen, nel mar di Norvegia, appena più a nord del circolo polare artico. Amministrativamente appartiene alla contea di Nordland e, se si escludono le isole delle Svalbard, rappresenta la terza isola norvegese per estensione.

## Geografia

Gli arcipelaghi delle Lofoten e delle Vesterålen.

Nel contesto dell'arcipelago delle Vesterålen, Langøya è situata a nord ovest rispetto all'isola di Hinnøya, separata dal sound Sortlandssundet. Andøya si trova invece in posizione nordorientale; mentre le minori Skogsøya e Hadseløya si trovano rispettivamente a nord ovest e a sud.
Sull'isola sono presenti diversi laghi, tra cui lo Alsvågvatnet. La linea della costa è parecchio frastagliata a causa di insenature e fiordi: lo Eidsfjorden taglia quasi l'isola in due parti.
La morfologia dell'isola è in generale accidentata. La parte occidentale presenta un aspetto alpino, circondata da tratti pianeggianti e da un'ampia spiaggia dove si sono sviluppati gli insediamenti umani. Il punto culminante dell'isola è rappresentato dal monte Snykolla nel comune di Øksnes, con 763 m di altitudine. Il monte Ræka con 607 m è il secondo rilievo dell'isola.

## Attività umana
L'isola è collegata con le aree circostanti per mezzo di due ponti: l'Hadselbrua con l'isola di Hadseløya e il Sortlandsbrua con l'isola di Hinnøya.
Include il territorio del comune di Bø, e parte di Øksnes, Sortland e Hadsel.
Un certo numero di reperti archeologici dimostrano che l'isola è stata abitata fin dall'età della pietra.

## Galleria d'immagini

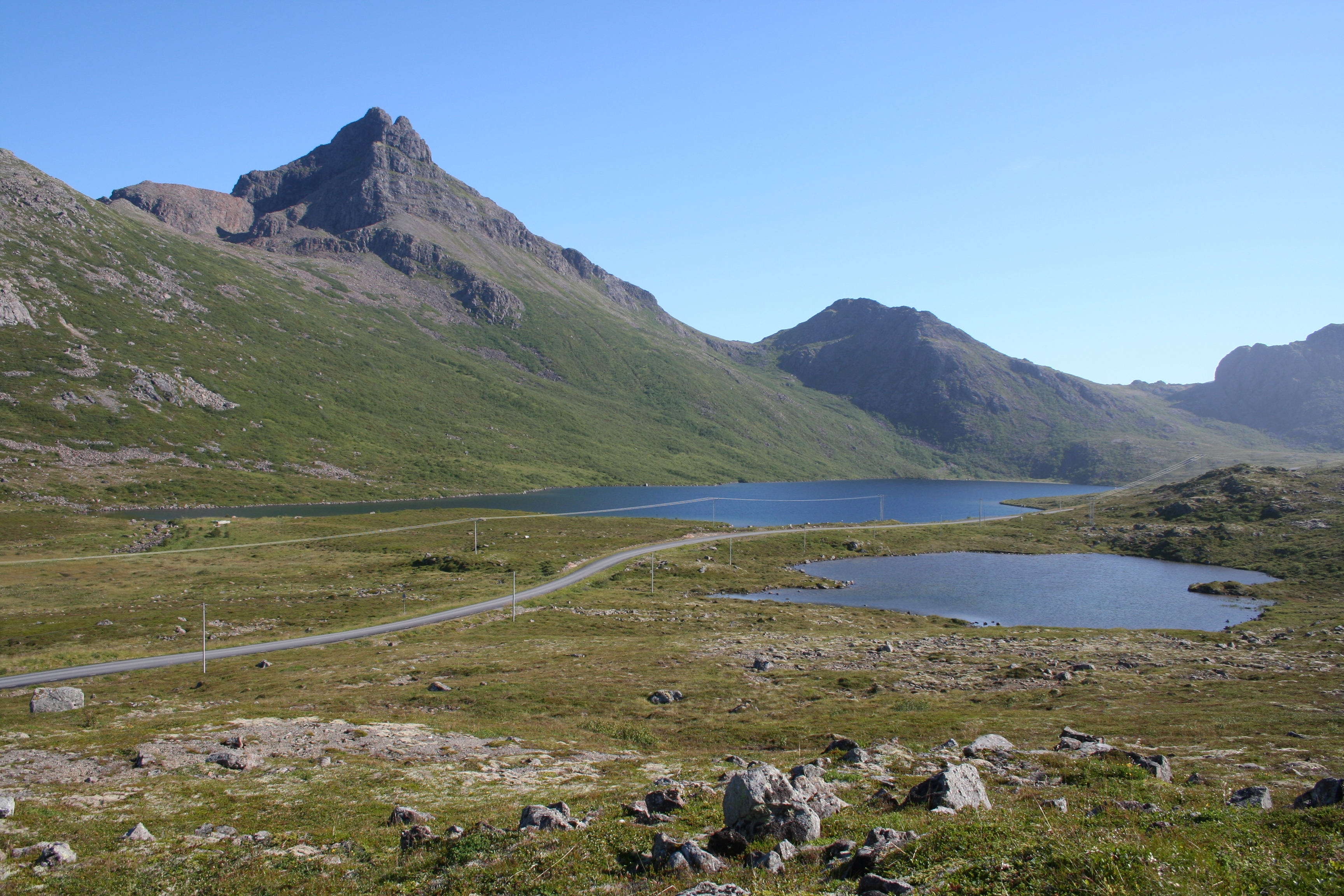
L'accidentata parte occidentale di Langøya nei pressi di Nykvåg
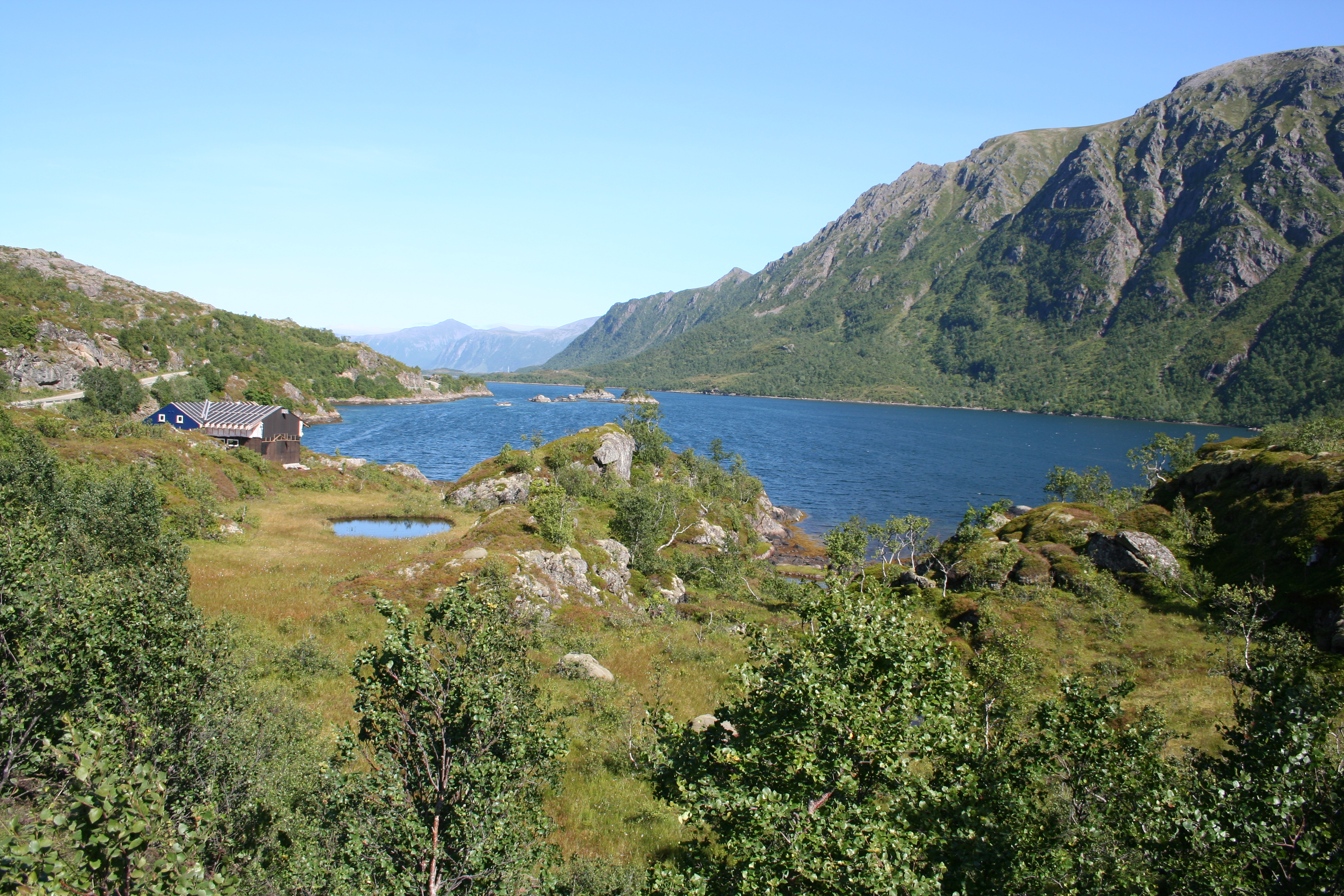
Lifjorden, diversi piccoli fiordi segmentano Langøya
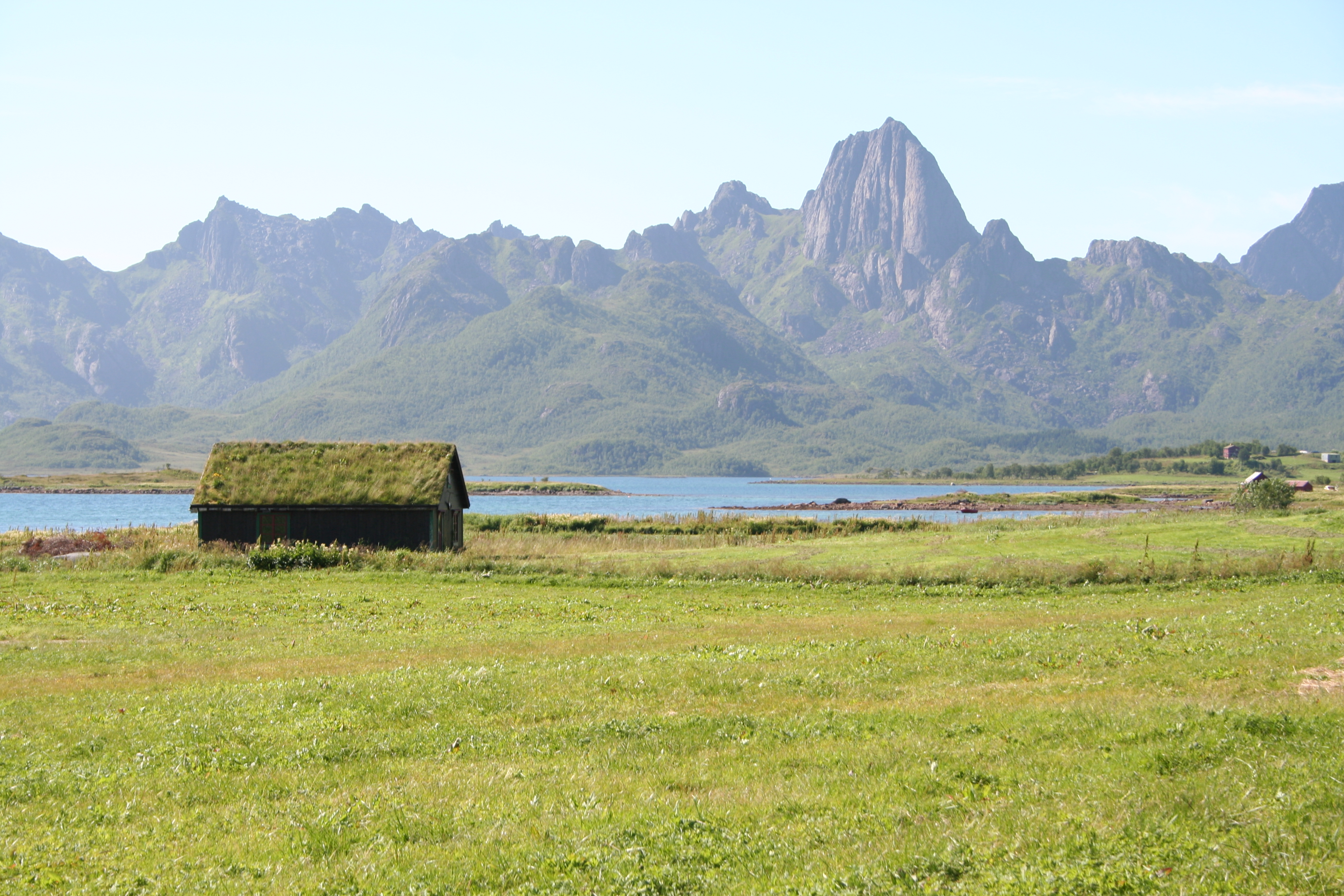
Vista nei pressi di Frøskeland
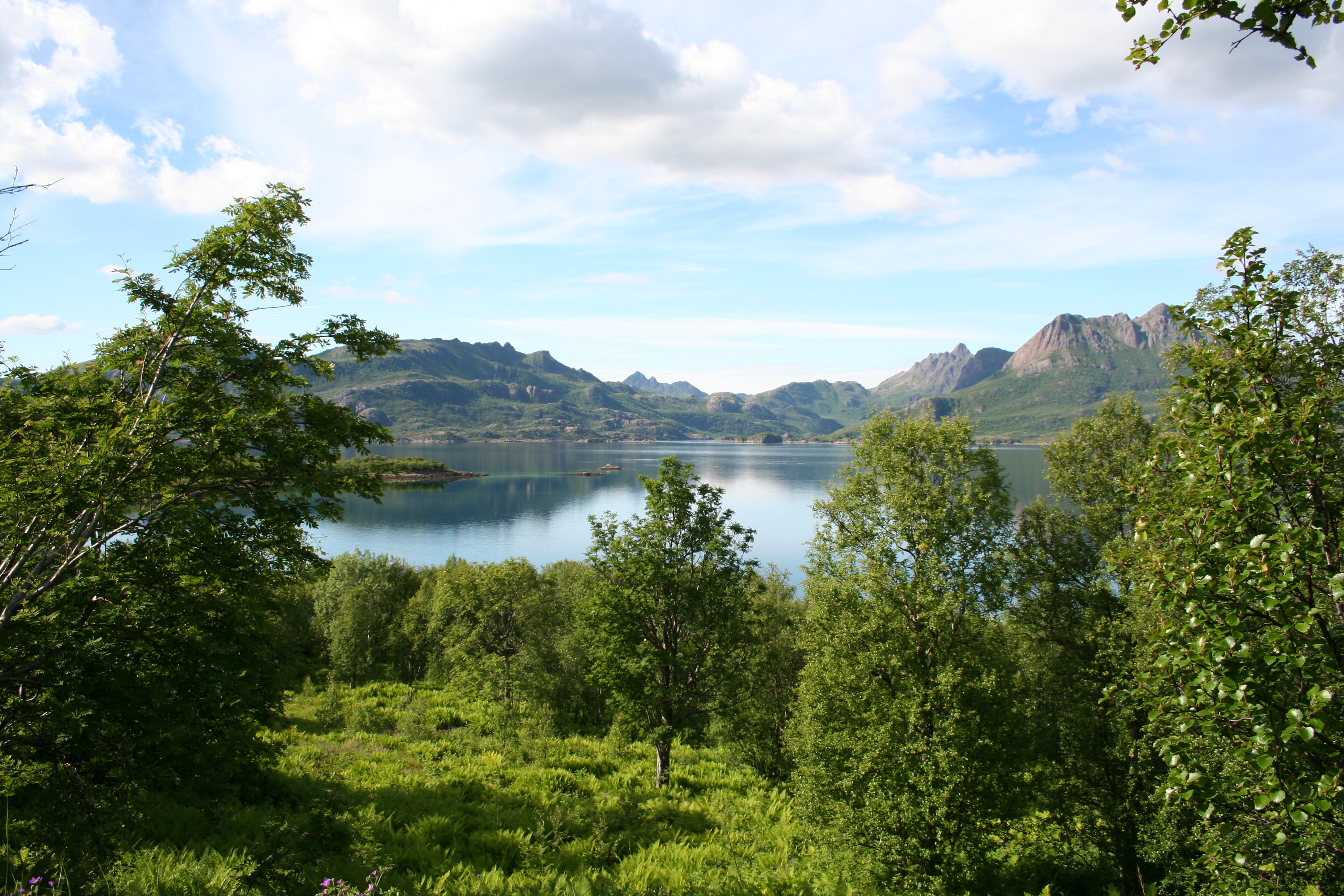
L'Eidsfjorden